# Peleiades
Peleiades (Πελειάδες, pombas) eram as mulheres sagradas de Zeus e a Deusa mãe, Dione, do santuário de Dodona.
Píndaro fez referência às "peleiades" como um floco de pombas, mas a relação é aí antes poética que mítica. No entanto, a carroça de Afrodite foi puxada por um floco de pombas. O elemento mítico de uma pomba negra que iniciou o oráculo de Dodona, o qual foi relatado a Heródoto no século V, pode ter sido uma tentativa de um relato de etimologia popular usada para o nome arcaico das mulheres sagradas, mas que não fez mais sentido (um mito etiológico).[carece de fontes?]
Pausânias, quando descreve as várias sibilas, cita Fênis, filha de um rei dos cáones, e as Peleiae (pombas) de Dodona como oráculos inspirados por deuses. Ele não precisa uma data para o nascimento das Peleiades, mas diz que elas nasceram antes de Fênis, sendo que esta nasceu quando Antígono Gónatas estava estabelecendo o seu reino (281 - 280 a.C.) [carece de fontes?]
Possivelmente o pel- era originalmente conectado com preto ou lamacento em nomes como Peleu ou Pélops, o ático polios, o dórico peleios, PIE *pel-, "cinza". Peleiades são com frequência confundidas com as ninfas plêiades.